# Список глав государств в 295 году
Список глав государств в 294 году — 295 год — Список глав государств в 296 году — Список глав государств по годам

## Африка
- Мероитское царство (Куш) — Иесбехеамани, царь (286 — 306)

## Азия
- Армения — Тиридат III, царь (287 — 330)
- Вакатака — Праварасена I, император (270 — 330)
- Гассаниды — аль-Харит I ибн Талабах, царь (287 — 307)
- Гупта — Гхатоткача, махараджа (280 — 319)
- Дханьявади — Тюрия Патипат, царь[англ.] (245 — 298)
- Западные Кшатрапы:
  - Бхартрдаман, махакшатрап (282 — 295)
  - Висвасена, махакшатрап (295 — 304)
- Иберия — Мириан III, царь (284 — 361)
- Китай (Западная Цзинь):
  - Хуэй-ди (Сыма Чжун), император (290 — 307)
  - Императрица Цзя Наньфэн, регент (291 — 300)
- Корея (Период Трех государств):
  - Конфедерация Кая — Коджиль, ван (291 — 346)
  - Когурё — Понсан, тхэван (292 — 300)
  - Пэкче — Чхэкке, король (286 — 298)
  - Силла — Юре, исагым (284 — 298)
- Кушанское царство — Васудэва II, царь (290 — 310)
- Лахмиды (Хира):
  - Амр I ибн Ади, царь (268 — 295)
  - Имру уль-Кайс I ибн Амр, царь (295 — 328)
- Паган — Хти Мин Ин, король[англ.] (242 — 299)
- Персия (Сасаниды) — Нарсе, шахиншах (293 — 302)
- Раджарата — Махасена, король (277 — 304)
- Тоба — Тоба Лугуань, вождь (294 — 307)
- Чера — Иламкадунго, царь (287 — 317)
- Япония — Одзин, император (270 — 310)

## Европа
- Боспорское царство — Фофорс, царь (278 — 309)
- Думнония — Карадок, правитель (290 — 305)
- Ирландия — Фиаха Срайбтине, верховный король (285 — 322)
- Римская империя (Тетрархия):
  - Восток:
    - Диоклетиан, римский император (Август) (284 — 305)
    - Галерий, римский император (Цезарь) (293 — 305)

  - Запад:
    - Максимиан, римский император (Август) (286 — 305)
    - Констанций Хлор, римский император (Цезарь) (293 — 305)

## Галерея

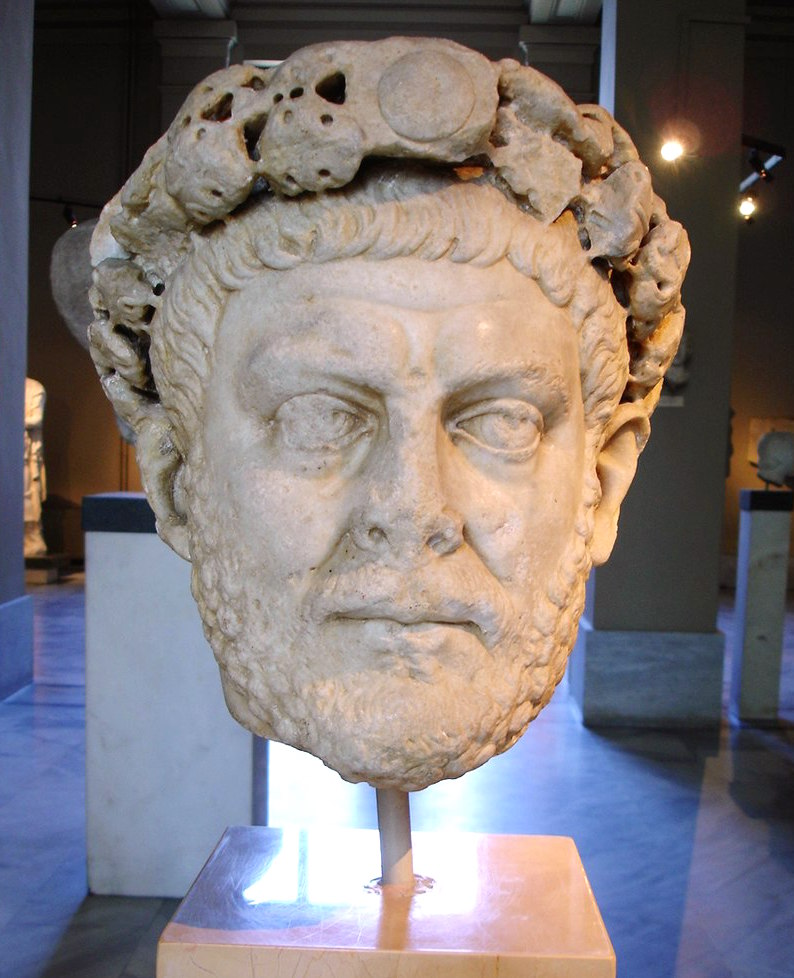
Диоклетиан 284—305 Римский император (Восток)
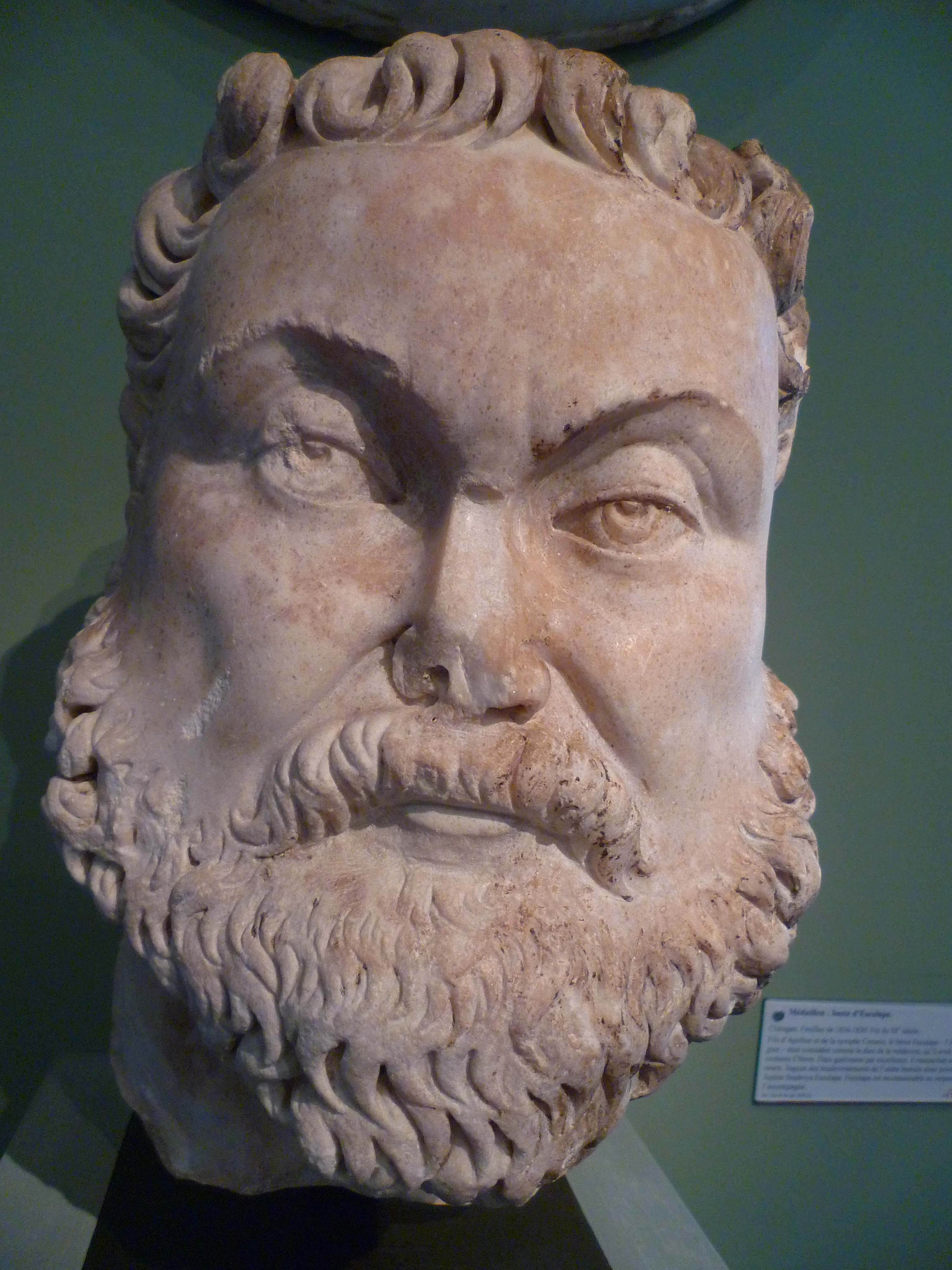
Максимиан 286—305 Римский император (Запад)
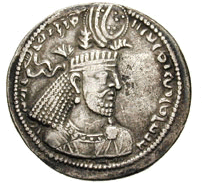
Нарсе 293—302 Шахиншах Персии
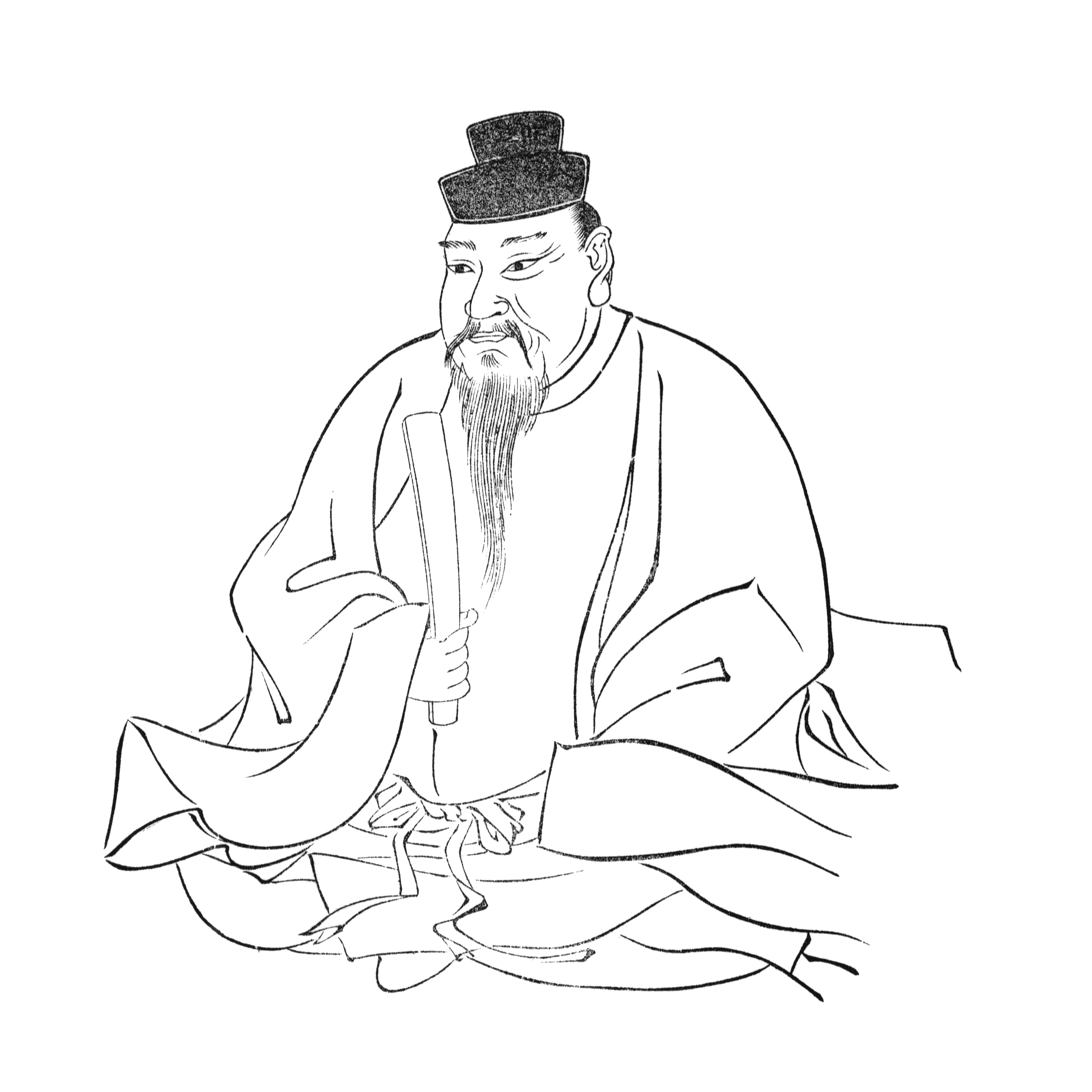
Одзин 270—310 Японский император
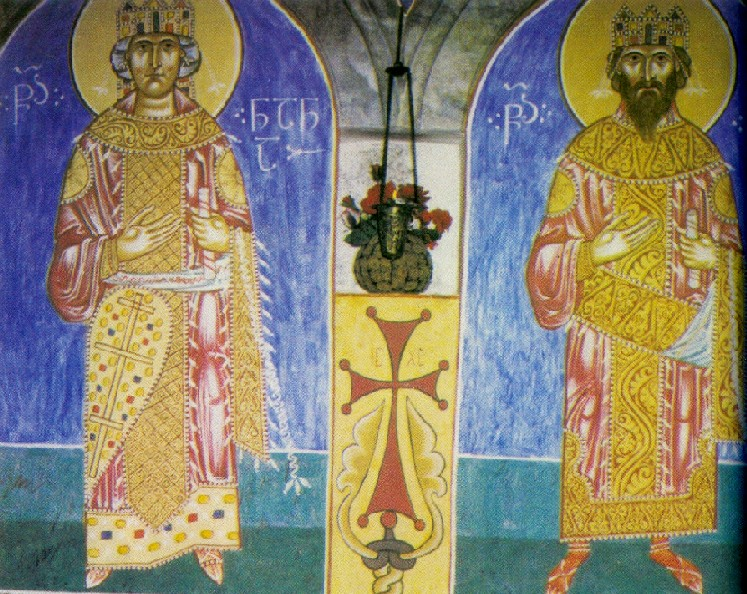
Мириан III 284—361 Царь Иберии